# Theodoor Bleckmann
Theodoor Bleckman (Arnhem 2 december 1829 - Arnhem (Velp), 29 november 1911) was een Nederlands waterbouwkundige. Hij ging in 1846 studeren aan de Koninklijke academie te Delft en haalde in 1850 het diploma van burgerlijk ingenieur. Na enige jaren in tijdelijke dienst bij de waterstaat nam hij in het voorjaar daarna deel aan het vergelijkend examen voor surnumerair van de waterstaat, een betrekking, die toen werd ingevoerd, nadat ruim een jaar daarvoor de laatste adspirant-ingenieurs-surnumerair tot adspirant-ingenieur bevorderd waren. Hij werd op 21 mei 1853 tot surnumerair benoemd en toegevoegd aan ir. N.J. van der Lee te Groningen. In1854 werd hij bevorderd tot adspirant-ingenieur. Hij nam in mei en juli van dat jaar de dienst van van der Lee waar. In de zomer van 1854 werd hij bij de algemene dienst te 's Gravenhage geplaatst.
Daar heeft hij heel veel waterpassingen verricht, o.a. die over de Ooster- en Westerschelde. Ook was hij medewerker voor de technische termen van het Woordenboek der Nederlandsche Taal van  Matthias de Vries en L.A. te Winkel.
In de vergadering van het Koninklijk instituut van Ingenieurs van 12 april 1859 vestigde hij de aandacht op de kort te voren door Henri Giffard uitgevonden injector, die tegen de stoomdruk in het water in de ketel pompt, en rond 1900 bij elke ketel gebruikt wordt. Merkwaardig is het, dat Isaäc Paul Delprat toen verklaarde dat die injector een onmogelijkheid was.
Met ingang van 1 mei 1859 werd hem het arrondissement Middelburg, bestaande uit Walcheren en Noord-Beveland, opgedragen. Dit verwisselde hij op 1 Mei 1860 na zijn bevordering tot ingenieur 2e klasse met het arrondissement Goes, bestaande uit Zuid-Beveland, waaraan in oktober1860 Noord-Beveland gevoegd werd.

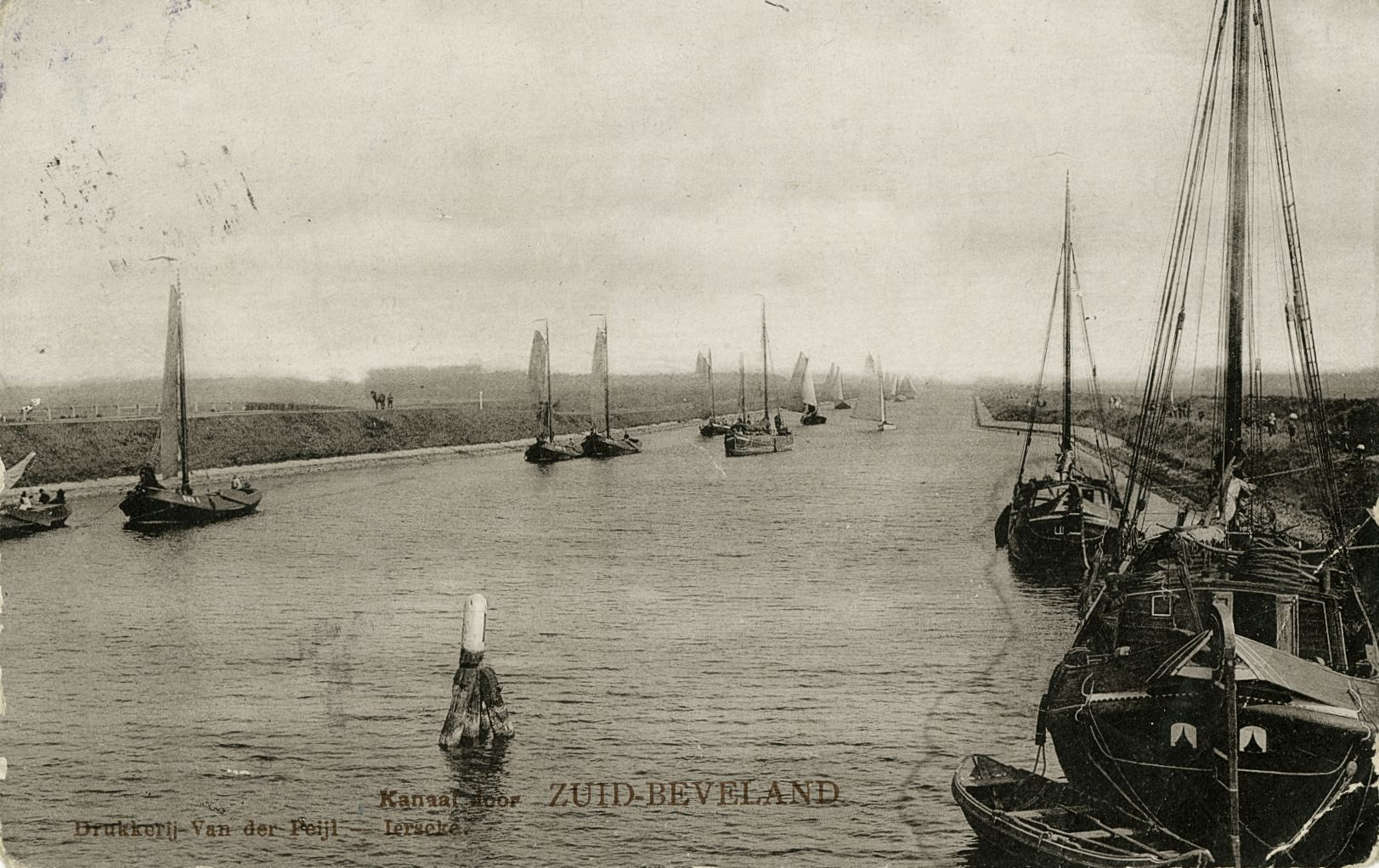
Schepen in het Kanaal door Zuid-Beveland

Vanwege de Staatsspoorwegen zou het kanaal door Zuid-Beveland (Hansweert naar Wemeldinge) aangelegd worden, ten einde de door de spoorwegdam in de oorspronkelijke Oosterschelde af te snijden gemeenschap de vaarverbinding weer te herstellen. Men achtte het gewenst, dat een waterstaatkundige dit kanaal zou aanleggen en werd hij op 1 maart 1864 als sectie-ingenieur bij de aanleg van de Staatsspoorwegen gedetacheerd, hoewel hij in het corps van de waterstaat bleef meetellen. Hij werd echter ontheven van zijn dienst als arrondissementsingenieur.
Toen het werk aan genoemd kanaal grotendeels was afgelopen (1867), werd Bleckmann weer ontheven  van de detachering bij de Staatsspoorwegen en in Arnhem geplaatst als arrondissementsingenieur. Op 1 januari 1869 werd hij tot ingenieur 1e klasse bevorderd.
Omdat hij te Arnhem,in het bijzonder bij de afvoermetingen op de hoofdrivieren goede diensten bewezen had, werd hij met ingang van 1 juli 1870  ingenieur in algemenen dienst bij Rijkswaterstaat. Dit was een nieuwe betrekking, al had ir. P. Galand die al 9 jaren in naam bekleed tegelijk met die van ingenieur voor de Rotterdamse Waterweg. Het was de tijd, dat de waterstaatskaart met grote kracht moest worden voortgezet, dat de rivierkaart met een geheel nieuw driehoeksnet op touw gezet moest worden en dat langs de zee en de benedenrivieren op vele plaatsen registrerende peilschalen opgericht werden, van de uitkomsten waarvan de bewerking op zijn bureau moest geschieden. Bleckmann's bemoeienis was van betekenis en hij had een groot aantal jonge ingenieurs onder zich. Met een daarvan schijnt zich een conflict te hebben voorgedaan, waardoor hij op 1 april 1873 werd "weggepromoveerd" naar het redelijk onbelangrijke westelijk arrondissement van Noord-Brabant, met standplaats Breda. 

## Doorbraak Heidijk in Nieuwkuijk (1880)
Tijdens hoogwater was hem het station Heusden en de beveiliging van de landen van Heusden en Altena opgedragen. Toen hij in de morgen van 31december 1880 met de dijkgraaf van het land van Heusden een inspectie langs de dijk deed, maakte men hen opmerkzaam op een plaats in de bebouwde kom van Nieuwkuijk, waar vrij veel water binnendijks opborrelde, terwijl het buitenwater zeer hoog tegen den dijk stond. Bleckmann ging onmiddellijk waarnemingen doen omtrent de hoeveelheid vaste stoffen, die door het opborrelende water meegevoerd werden en het bleek, dat die hoeveelheid nagenoeg nul was. Hij besloot hieruit dat ter plaatse voorlopig geen gevaar was en stelde dus geen bijzondere maatregelen voor. Naar zijn mening was het een ongevaarlijke watervoerende wel en geen zandmeevoerende wel. 

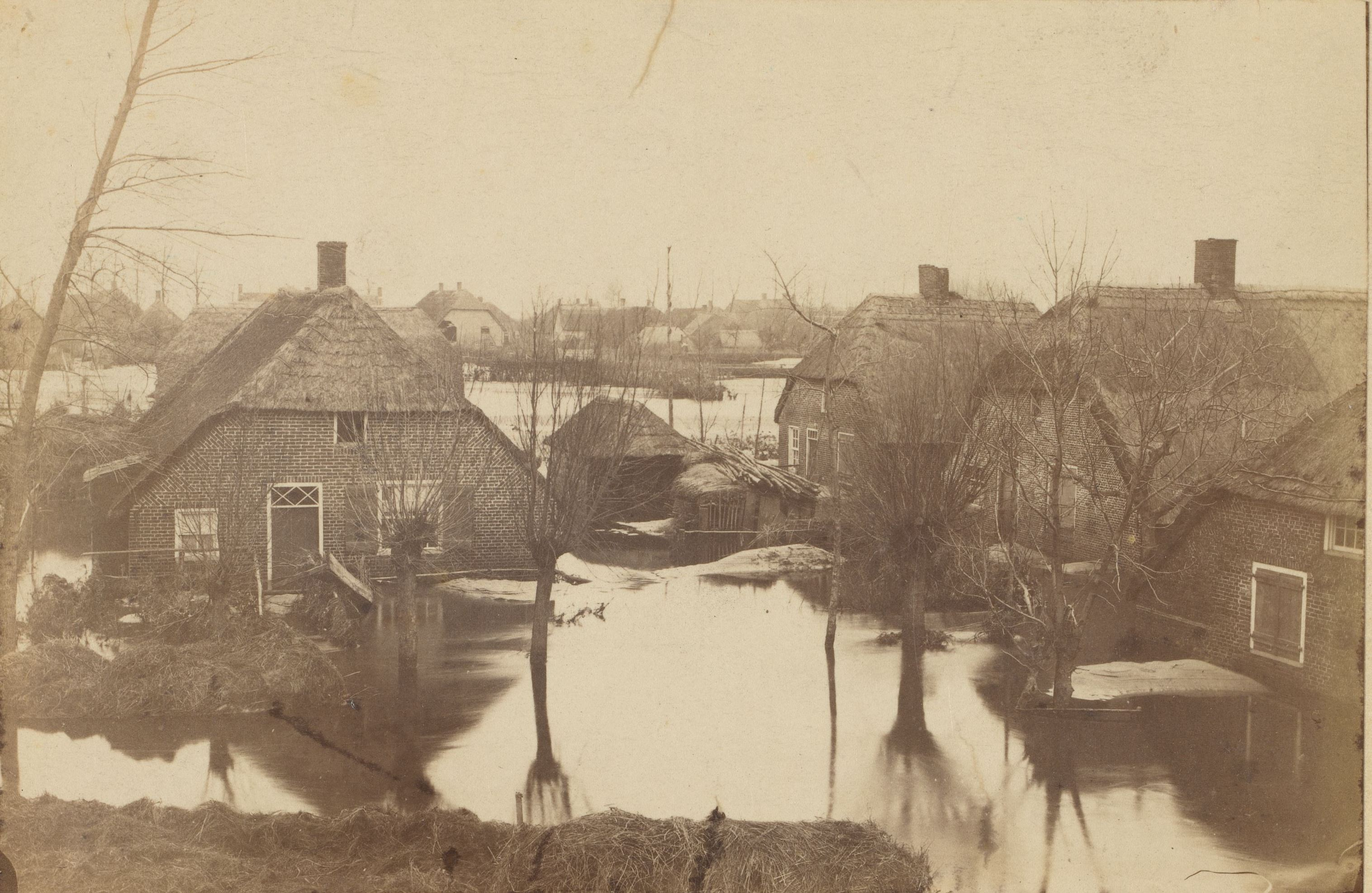
Overstroming in Nieuwkuyk, 1880

Ondanks het feit dat Bleckman en de dijkgraaf de wel ongevaarlijk vonden, werd de arbeid hervat en voortgezet tot in de avonduren. De buitenberm was toen over een lengte van 25-30 m voorzien van een 4 m brede kering van zandzakken. De ruimte tussen deze zandzakken en de kruin van de dijk werd opgevuld met rijshout en zand tot 30 cm boven de waterspiegel, met stalmest is getracht een waterdichte constructie te verkrijgen. De diepte van de wel bedroeg op de avond van de 28e december 1 m. Alhoewel de hoeveelheid water die uit de wel stroomde aanzienlijk bleef, zijn op 29 december geen pogingen ondernomen om de situatie te verbeteren. Ondanks het feit dat de wel schoon water scheen te geven, moest de sloot aan de teen van de dijk iedere twee uur worden uitgediept. In de nacht van 29 op 30 december om 1 uur bracht de wel veel zand naar boven, de diameter was "zo groot als een kachelpijp" en de  diepte "zodanig dat een lange frambozenstaak er geheel in verdween". 
Maar 's avonds brak aldaar de dijk wel door, een paar huizen verdwenen in de diepte en het land van Heusden en daardoor ook het land van Altena liepen onder water, iets dat in 81 jaren niet gebeurd was.
De schuld van dit ongeval werd aan Bleckmann geweten, hoewel een ander waarschijnlijk niet anders gehandeld zou hebben. Toen in maart 1881 twee hoofdingenieursplaatsen te vervullen waren, gingen twee jongere ambtgenoten hem voorbij, onder wie Brevet, die zeker op dat moment minder bekwaam was dan hij. Hijzelf werd op 1april 1881 naar Utrecht verplaatst. Daar heeft hij tweemaal, een maand in  1881 en van een maand in 1888, de dienst van hoofdingenieur in die provincie waargenomen.
Om gezondheidsredenen had hij van november 1890 tot juni 1891 verlof; maar spoedig daarnamoest hij ontslag vragen, hetwelk hem  met ingang van 1 november 1891 eervol verleend werd, terwijl hem tevens de rang van hoofdingenieur werd toegekend. Hij vestigde zich toen in Velp. Bleckmann had nog jaren, ook na zijn pensionering, op een rehabilitatie gehoopt. Toen dit niet geschiedde, trok hij zich uit de ingenieurswereld terug. Hij bepaalde, dat zijn overlijden aan geen voormalig ambtgenoot bekend gemaakt mocht worden en dat het slechts in een plaatselijk blad geadverteerd mocht worden.
Hij is op 20 augustus 1863 getrouwd met M.C. van den Bosch

## Publicaties van ir. Bleckmann
- Nota omtrent verrigte waterpassingen over breede stroomen, met E. Steuerwald, in Notulen Koninklijk instituut van ingenieurs (1857-1858), 104;
- Onderzoek van den waterafvoer van het Pannerdensch Kanaal, in Verh. van het KIvI (1867-1868), 200;
- Nota en tabellen betreffende het slibgehalte in het water van het Pannerdensch Kanaal, in Verh. van het KIvI  (1870-1871), 89-101 (pdf 142-149)   + plaat14;
- Over den pulsometer, in Verh. van het KIvI (1876-1877), 282-285 (pdf blz 261-262) +plaat 28 (pdf 356);
- De pulsometer toegepast, vertaling met naschrift, in Verh. van het KIvI (1877-1878), blz 248-255 (pdf 151-154  + Plaat 19 (pdf239)
- Kanaal van Breda naar Oosterhout in verband beschouwd met de waterverversching en waterontlasting van Breda(Breda 1878); op papier beschikbaar bij bibliotheek TU Delft, KMA, Tilburg Universiteit
- De verbetering der Nederlandsche hoofdrivieren in Aardrijkskundig weekblad, 1e jaargang, 3, 12, 19 en 26 Juli 1880.  
  - deel1
  - deel2
  - deel3
  - deel4